# غاستون كازاس
غاستون كازاس (بالإسبانية: Gastón Casas)‏ هو لاعب كرة قدم أرجنتيني، ولد في 10 يناير 1978 في بوينس آيرس في الأرجنتين. لعب مع أرجنتينوس جونيورز وتاليريس وجيمناسيا لابلاتا وديفينسوريس دي بيلغرانو وريال بيتيس وريكرياتيفو ونادي إلتشي ونادي راسينغ ونادي قادش ونادي قرطبة ونادي لاريسا وهوراكان ويونيكوس.

## وصلات خارجية
- غاستون كازاس على موقع قاعدة بيانات كرة القدم.إي يو (الإنجليزية)
- غاستون كازاس على موقع Soccerway.com (الإنجليزية)